# 편지 (TOKIO의 노래)
〈편지〉(手紙 테가미[*])는 TOKIO의 47번째 싱글이다.

## 해설
전작 〈리릭〉으로부터 1개월 만의 싱글이다.
표제곡 〈편지〉는 코쿠분 타이치 주연 영화 《괜찮아 3반》의 주제가로 사용되고 있다.

## 수록곡

### 초회 한정반
1. 手紙 / 편지
작사: YUKI / 작곡: 츠타야 코이치 / 편곡: 노마 코스케
  - 영화 《괜찮아 3반》 주제가
2. 手紙（Backing Track）

DVD
1. 〈手紙 편지〉 Video Clip

### 통상반
1. 手紙 / 편지
2. To be
작사: 우에다 타츠지 / 작곡: Erik Lidbom / 편곡: 오오니시 쇼고
3. 夕灼けの街 / 저녁놀 거리
작사·작곡: 쿠로타 코타로 / 편곡:야마하라 카즈히로
4. 手紙（Backing Track）